# يحيى الشفشاوني
يحيى الشفشاوني ( مواليد 1937)، هو مهندس وسياسي مغربي، عُين وزيرا للاشغال العامة والاتصالات من 6 يوليو 1967، الى 18 يناير 1968، في حكومة محمد بنهيمة برئاسة الملك الحسن الثاني، وهو شقيق الوزير السابق للاقتصاد والمالية عبد الله الشفشاوني.